# Christian Drake
Christian „Chris“ Drake, eigentlich James Christian Droste, (* 11. Dezember 1923 in Richmond, Virginia; † 9. Juli 2006 in Williamsburg, Virginia) war ein US-amerikanischer Filmschauspieler.

## Leben
Christian Drake, häufig nur Chris genannt, war während des Zweiten Weltkrieges Soldat beim Marine Corps, und wurde in der Schlacht um Guadalcanal verwundet. Nach dem Ende seines Kriegsdienstes begann Drake eine Karriere als Hollywood-Schauspieler und wurde besonders oft in Kriegsfilmen eingesetzt, musste sich dabei aber meistens mit kleineren Nebenrollen begnügen. Seine wahrscheinlich bekannteste Kinorolle spielte er 1954 als Staatspolizist in dem Science-Fiction-Film Formicula. Drake hatte in den Jahren 1954 bis 1961 regelmäßig Auftritte in TV-Serien wie Lassie, Eisenbahndetektiv Matt Clark, The Lone Ranger, Wyatt Earp greift ein und Miami Undercover. Eine seiner wenigen Hauptrollen hatte er zwischen 1955 und 1956 an der Seite von Irish McCalla in der Abenteuerserie Sheena: Queen of the Jungle inne.
1958 heiratete Drake Margaret Shobe, mit der er bis zu seinem Tode zusammenblieb. Das Paar hatte vier Kinder. Nachdem er sich in den 1960er-Jahren von der Schauspielerei zurückgezogen hatte, lebte er bis 1990 als Immobilienhändler in und um Palos Verdes, Kalifornien. 1992 setzte er sich in seinem Geburtsstaat Virginia zur Ruhe und starb dort im Juli 2006 mit 82 Jahren.

## Filmografie (Auswahl)
- 1944: Ledernacken (Marine Raiders)
- 1945: Two O’Clock Courage
- 1945: Landung in Salerno (A Walk in the Sun)
- 1946: Der Würger im Nebel (Strangler of the Swamp)
- 1947: Angst in der Nacht (Fear in the Night)
- 1947: Buffalo Bill greift ein (Buffalo Bill Rides Again)
- 1947: Bezaubernde Lippen (This Time for Keeps)
- 1947: Briefe aus dem Jenseits (The Lost Moment)
- 1949: Kesselschlacht (Battleground)
- 1950: Vater der Braut (Father of the Bride)
- 1950: Frauengeheimnis (Three Secrets)
- 1951: Die Hölle von Okinawa (Halls of Montezuma)
- 1951: Unternehmen Seeadler (Operation Pacific)
- 1951: Mädchen im Geheimdienst (FBI Girl)
- 1951: Stählerne Schwingen (Flying Leathernecks)
- 1952: The Living Bible (Fernsehserie, 9 Folgen)
- 1954: Formicula (Them!)
- 1954/1969: Lassie (Fernsehserie, 2 Folgen)
- 1955–1956: Sheena: Queen of the Jungle (Fernsehserie, 26 Folgen)
- 1956–1958: Wyatt Earp greift ein (The Life and Legend of Wyatt Earp; Fernsehserie, 3 Folgen)
- 1957: Bomber B-52 (Bombers B-52)
- 1959: Der Mann ohne Colt (Man Without a Gun; Fernsehserie, Folge The Shaving Mug)
- 1961: Miami Undercover (Fernsehserie, Folge The Assassin)